# ابدیت

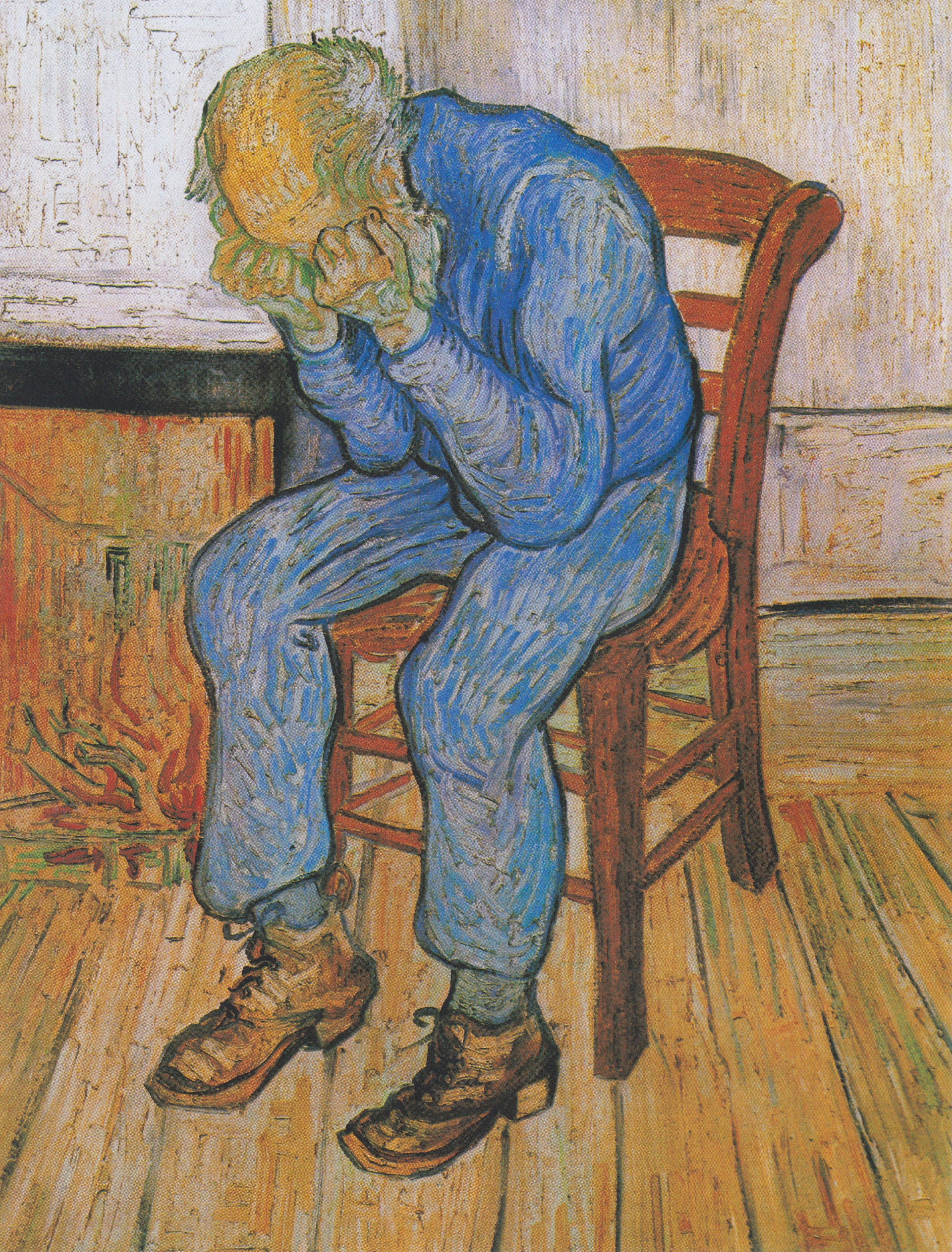
بر دروازه ابدیت اثر ونسان ون گوگ

اَبَدیّت، زمانِ بی پایان است. در فلسفه و ریاضیات نیز یک مدت زمانِ نامحدود، ابدیت یا ابدی نامیده می‌شود. ابدیت یک مفهوم مهم در بسیاری از ادیان است که در آن به جاودانگی خدا یا خدایان، ابدی گفته شده است. برخی همچون ارسطو، همین مفهوم را در موردِ جهان هستی -با توجه به گذشته و آینده- بکار بردند و مانندِ اشکالِ ابدیِ افلاطونی، ابدیت را ضرورتی تغییرناپذیر در نظر گرفتند.

## در فلسفه
در مطالعات متافیزیکی، ابدیت الزاماً در بیرون و مستقل از فضا و زمان(فلسفه فضا و زمان) وجود دارد.

## نماد
ابدیت بیشتر با نمایی از یک مار که در حالِ بلعیدنِ دمِ خود است شناخته شده و به نامِ اوروبوروس (Uroboros) نامیده می‌شود. دایره نیز معمولاً به عنوان یک نماد برای ابدیت استفاده می‌شود، نماد ریاضیِ بینهایت نیز علامتِ {\displaystyle \infty } است.

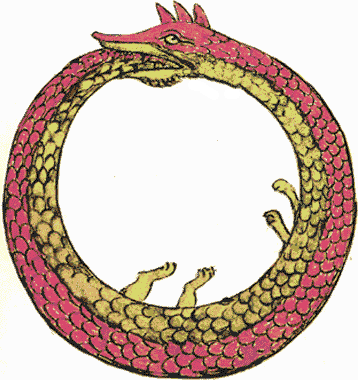
اوروبروس یا دُنب‌خوار: نمادی باستانی از مار یا اژدهایی که خود را می‌خورد.
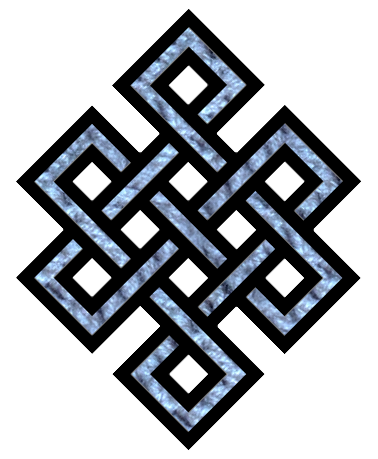
گره‌های بی پایان که نمادِ ابدیتند. مورد استفاده در بودیسم تبتی.
حلقه، نمادِ سلت‌ها برای ابدیت.[نیازمند منبع]
بی‌نهایت  در ریاضی.

## ریشه‌شناسی
واژهٔ انگلیسیِ eternity (ابدیت) از واژهٔ لاتینِ «aeternus» به معنای «بدون آغاز و انجام» می‌آید. واژهٔ «ابدیت» در زبان فارسی، از واژهٔ «اَبَد» + پسوندِ «یت» ساخته شده است.واژه ابد از واژه پهلوی اپد برگرفته شده و واژه ای ایرانی میباشد همچنین «ابد» به معنیِ «زمانِ آینده که نهایت ندارد» یا «استمرارِ وجود، در زمانهای مقدرهٔ غیرمتناهیه در مستقبل، چنان‌که ازل، استمرارِ وجود است در زمانِ ماضیِ غیرمتناهی»، می‌باشد. «ازل» به معنای «آنچه اول و ابتدا نداشته است، همیشگی» یا «زمانِ بی‌آغاز» می‌باشد؛و معرب واژه پهلوی اسر ک به چم بی سر و بی آغاز میباشد . بنابراین، چنانکه مشاهده می‌کنید واژهٔ انگلیسیِ eternity دربردارندهٔ مفهومِ «ازلیّت» و «ابدیّت»، هر دو، می‌باشد. یعنی «بی‌آغازی و بی‌انجامی» و همچنین «مدتْ زمانِ درازی که بی‌پایان و بیکران» باشد.
می‌توان برابرهای زیر را برای بیانِ این معنی در نظر داشت: «ابدیت»، «ازلیت»، «جاودانی»، «جاودانگی»، «بی‌پایانی»، «پایندگی»، «سرمدیّت»، «دیرینگی»، «همیشگی».

## معنای دیگر
ابدیت، همچنین می‌تواند به معنای «بی‌زمانی» باشد؛ حالتی که در آن گذرِ زمان به چشم نمی‌آید، چنانکه گویی لحظاتی *مفید از بی‌زمانی* ع به تجربه در می‌آید.